# Epinephelus retouti
Epinephelus retouti, tên thường gọi là Red-tipped grouper (cá mú chóp gai đỏ), là một loài cá biển thuộc chi Epinephelus trong họ Cá mú. Loài này được mô tả lần đầu tiên vào năm 1868.

## Phân bố và môi trường sống
E. retouti có phạm vi phân bố rải rác ở Ấn Độ Dương và Thái Bình Dương. Loài này được tìm thấy ở các vị trí sau: phía nam Oman; khắp đảo Madagascar và các hòn đảo xung quanh; quần đảo Chagos và Maldives; đảo Giáng Sinh và quần đảo Cocos (Keeling) của Úc; quần đảo Sunda Nhỏ (Indonesia); quần đảo Trường Sa (Việt Nam); đảo Đài Loan; quần đảo Ryukyu và quần đảo Izu (Nhật Bản); Palau; một số đảo ở Liên bang Micronesia; New Caledonia; quần đảo Samoa và quần đảo Line, về phía đông đến quần đảo Society và quần đảo Tuamotu. Cá trưởng thành sống xung quanh các rạn san hô và các bãi đá ngầm ở độ sâu khoảng từ 20 đến 220 m; cá con sống ở vùng nước nông hơn.

## Mô tả
E. retouti trưởng thành có chiều dài cơ thể lớn nhất được ghi nhận là 50 cm. Thân thuôn dài, hình bầu dục. Đầu và thân có màu vàng cam sẫm đến đỏ nâu. Vảy có đốm màu lục xám. Có 5 vạch nâu mờ trên thân. Vây lưng màu nâu lục, chóp các tia và gai màu đỏ; sọc đỏ hoặc nâu dọc theo gốc vây lưng. Đuôi bo tròn, màu đỏ nâu. Ổ mắt có viền đỏ (trừ phía trước) với một vòng màu xanh nhạt cận viền đỏ.
Số gai ở vây lưng: 11; Số tia vây mềm ở vây lưng: 16 - 17; Số gai ở vây hậu môn: 3; Số tia vây mềm ở vây hậu môn: 8; Số tia vây mềm ở vây ngực: 19 - 20; Số vảy đường bên: 64 - 76.
Thức ăn của E. retouti là các loài cá nhỏ hơn, động vật thân mềm và động vật giáp xác. Chúng được đánh bắt trong nghề cá thương mại quy mô nhỏ.